# 2020年東京パラリンピックのリベリア選手団
2020年東京パラリンピックのリベリア選手団は、2021年8月24日から9月5日まで日本の東京で開催された2020年東京パラリンピックリベリア選手団の名簿。

## 選手団
- 人員: 選手 2人
- 開会式旗手: トーマス・マルバー、ペイシャンス・ジョンソン

## 種目別選手・スタッフ名簿及び成績

### 陸上
| 選手                     | 種目           | 結果      | 順位 |
| ------------------------ | -------------- | --------- | ---- |
| トーマス・マルバー       | 男子やり投 F57 | 13.54m PB | 11位 |
| ペイシャンス・ジョンソン | 女子やり投 F56 | 10.03m PB | 9位  |